# Kuki Yoshitaka
Kuki Yoshitaka (九鬼 嘉隆?) (1542 – 17 de noviembre de 1600) fue un comandante naval durante el Período Sengoku de Japón, bajo el mando de Oda Nobunaga y, más tarde, de Toyotomi Hideyoshi. También fue el noveno director de la escuela de artes marciales de la familia Kuki, Kukishin-ryū, y, por tanto, un guerrero muy hábil.

## Vida militar
En la década de 1570, Kuki se alió con Oda Nobunaga y comandó su flota, apoyando los ataques terrestres contra los Ikkō-ikki en la bahía de Ise.
En 1574, su ayuda aseguró la victoria de Nobunaga en su tercer intento de atacar la fortaleza de Nagashima.
En 1575, Nobunaga permitió a Yoshitaka apoderarse de la provincia de Shima, expulsando a otros clanes marítimos, como el clan Mukai.
En 1576, fue derrotado en las Kizugawaguchi por la flota del clan Mōri, pero en 1578 obtuvo la victoria en la segunda Batalla de Kizugawaguchi, en la que Kuki utilizó «barcos de hierro» para repeler las flechas y las balas de mosquete de los barcos enemigos del clan Mōri.
En 1584, Yoshitaka junto con Takigawa Kazumasu asediaron el castillo de Kanie, en la campaña de Toyotomi Hideyoshi para consolidar su poder sobre las tierras en poder del clan Oda en la provincia de Owari.
En 1587, dirigió la flota de Toyotomi Hideyoshi en una campaña en Kyūshū, junto a Konishi Yukinaga, Wakizaka Yasuharu y Katō Yoshiaki.
Tres años más tarde, junto con Wakizaka Yasuharu y Kato Yoshiaki, dirigió el Asedio de Shimoda en la Campaña de Odawara (1590) de 1590.
Continuó en su papel de comandante de Hideyoshi Flota, participando en la Guerra imjin en 1592 desde su buque insignia Nipponmaru, pero fue severamente derrotado en la Batalla de Myeongryang en 1597.

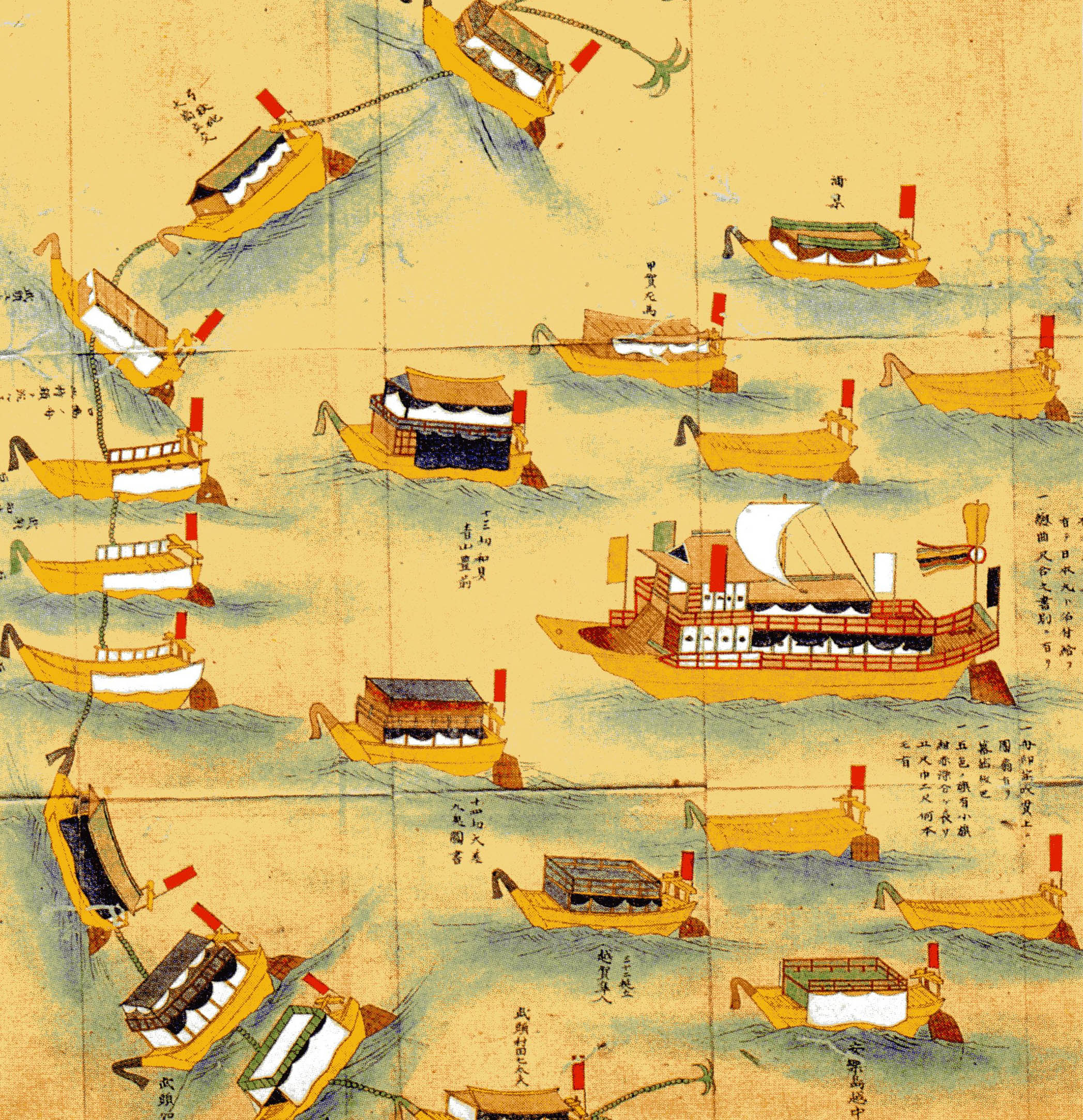
Batalla de Pusan entre la armada japonesa de Kuki Yoshitaka y la armada coreana en junio de 1593

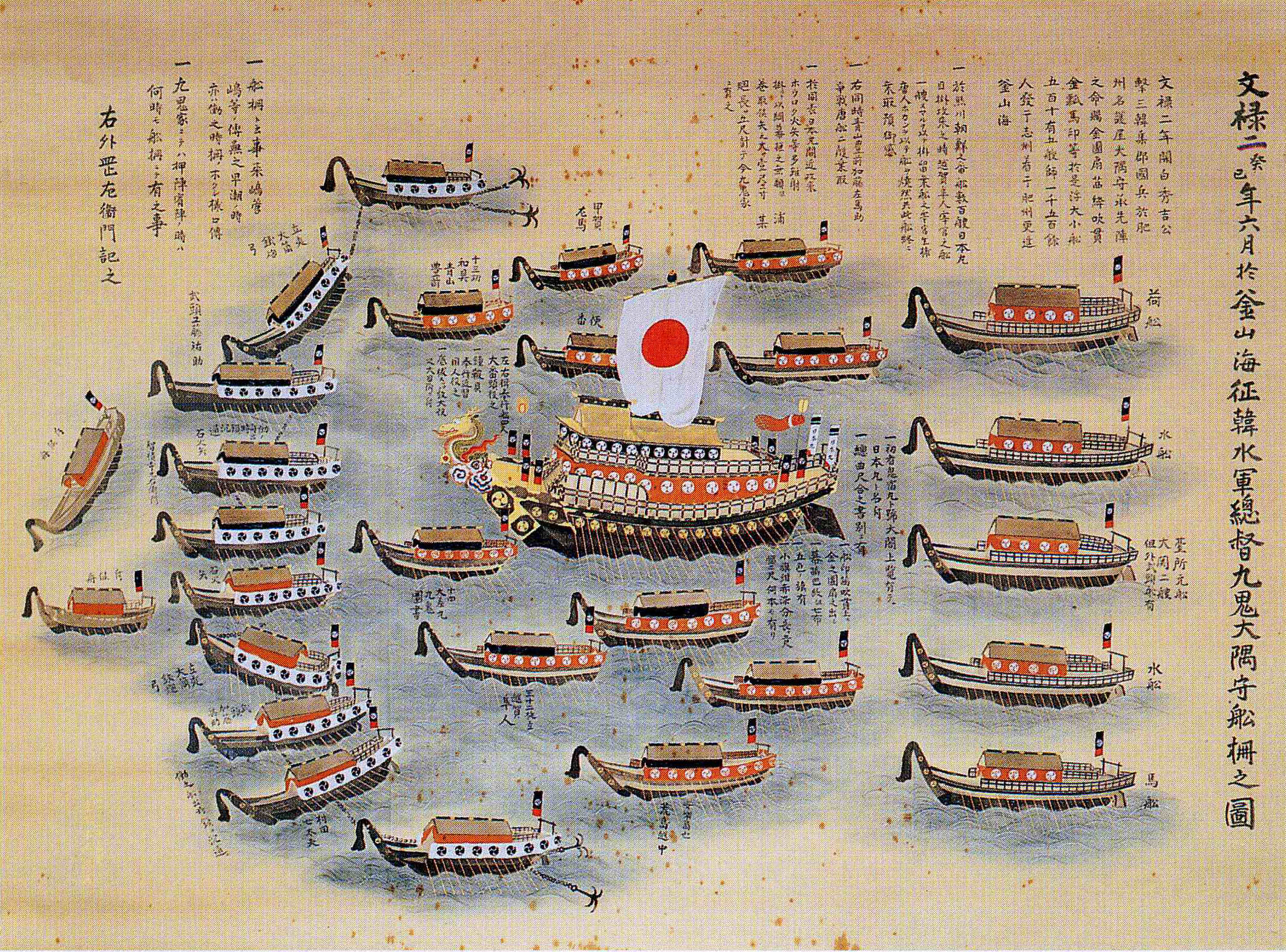
La Flota de Kuki Yoshitaka en 1593.

## Muerte

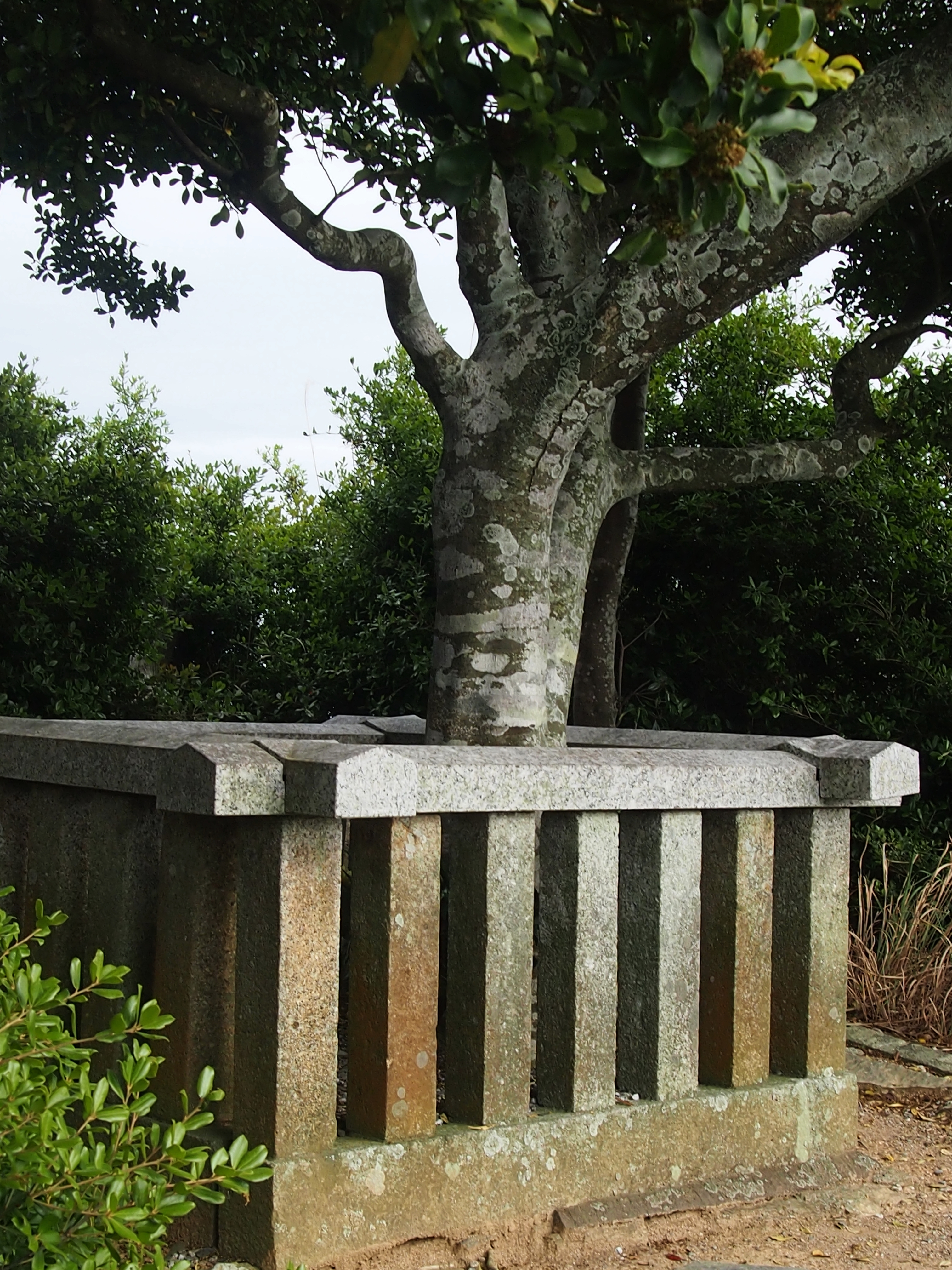
Tumba de Kuki Yoshitaka

En 1600, en la Batalla de Sekigahara, Kuki Yoshitaka luchó junto a las fuerzas de Ishida Mitsunari, mientras que su hijo Kuki Moritaka se unió a la fuerza opositora, bajo el mando de Tokugawa Ieyasu.
Tras la victoria de Tokugawa, su hijo garantizó con éxito la seguridad de Yoshitaka frente a Ieyasu. Por un giro del destino, Yoshitaka cometió seppuku antes de que le llegaran las noticias de Moritaka.